# فلورين أبيليس
فلورين أبيليس (1922 في غالاتس ، رومانيا - 12 أبريل 2005 في باريس)  وهو فيزيائي فرنسي متخصص في البصريات. 
 في أطروحته للدكتوراه في عام 1949 ، طور أبيليس شكليّة مصفوفة تحويلية اختصت بحساب انتقال الضوء وانعكاسه بواسطة طبقات عازلة رقيقة. عندما أجرى ليمان بارات أول تجربة في قياس انعكاس للأشعة السينية في عام 1954 ، طور طريقة عودية مكافئة. في الوقت الحاضر ، يتم استخدام مصفوفات Abelès أو العودية Parratt بشكل غير قابل للتبادل في تحقيقات الطبقات المتعددة بواسطة قياس الأشعة السينية أو قياس الانعكاس النيوتروني أو قياس القطع .
في عام 1969 ، أسس Abelès مجلة اتصالات البصريات .وقد شغل منصب رئيس التحريرفيها حتى عام 1993.  توفي في 12 أبريل 2005 في باريس .

## الجوائر
نال فلورين أبيليس جائزة لويس أنسيل من جمعية الفيزياء الفرنسية عام 1954